# Urtica morifolia
Urtica morifolia är en nässelväxtart som beskrevs av Jean Louis Marie Poiret. Urtica morifolia ingår i släktet nässlor, och familjen nässelväxter. Inga underarter finns listade i Catalogue of Life.